# Akbar Ismatullayev
Akbar Ismatullayev (auch Akbarjon Maxkamtoxir oʻgʻli Ismatullayev, russisch Акбар Махкамтохир оглы Исматуллаев Akbar Machkamtochir ogly Ismatullajew, international auch Ismatullaev; * 10. Januar 1991 in Taschkent) ist ein usbekischer Fußballspieler.

## Karriere

### Verein
Akbar Ismatullayev stand von 2009 bis 2018 bei Paxtakor Taschkent unter Vertrag. Der Verein aus Taschkent, der Hauptstadt der gleichnamigen Viloyat Taschkent, spielte in der höchsten Liga des Landes, der Uzbekistan Super League. Mit dem Verein wurde er 2012, 2014 und 2015 nationaler Fußballmeister. Den usbekischen Pokal gewann er dort 2011. Im Februar 2018 wurde er an den Ligakonkurrenten Metallurg Bekobod nach Bekobod ausgeliehen. Nach Ende der Ausleihe wurde er von Metallurg fest verpflichtet. Nach insgesamt 55 Erstligaspielen für Metallurg verließ er Mitte 2020 den Verein und wechselte nach Asien. Hier unterschrieb er beim thailändischen Erstligisten Buriram United einen Vertrag. Der Verein aus Buriram spielte in der ersten Liga, der Thai League. Für Buriram absolvierte er zehn Erstligaspiele. Anfang Februar 2021 unterschrieb er wieder einen Vertrag bei seinem ehemaligen Verein Metallurg Bekobod. Dieser lief Ende des Jahres aus und seitdem ist Ismatullayev vertrags- und vereinslos.

### Nationalmannschaft
Akbar Ismatullayev absolvierte von 2012 bis 2020 sechs Spiele für die usbekische A-Nationalmannschaft. Sein Debüt gab er am 17. Januar 2012 bei einem Freundschaftsspiel in Kuwait (0:1).

## Erfolge
- Usbekischer Meister: 2012, 2014, 2015
- Usbekischer Pokalsieger: 2011